# USS Foote (DD-169)
USS Foote (DD–169) là một tàu khu trục thuộc lớp Wickes của Hải quân Hoa Kỳ trong giai đoạn Chiến tranh Thế giới thứ nhất; trong Chiến tranh Thế giới thứ hai được chuyển cho Hải quân Hoàng gia Anh năm 1940 và đổi tên thành HMS Roxborough (I07), rồi lại được chuyển cho Hải quân Liên Xô năm 1944 và đổi tên thành Zhyostky (hoặc theo một nguồn khác là Doblestni) trước khi được hoàn trả cho Anh Quốc năm 1949 để tháo dỡ. Nó là chiếc tàu chiến thứ hai của Hải quân Hoa Kỳ được đặt tên theo Chuẩn đô đốc Andrew Hull Foote (1806-1863).

## Thiết kế và chế tạo
Foote được đặt lườn vào ngày 7 tháng 8 năm 1918 tại xưởng tàu của hãng Fore River Shipbuilding Company ở Quincy, Massachusetts. Nó được hạ thủy vào ngày 14 tháng 12 năm 1918, được đỡ đầu bởi bà Lelia F. Cady, con gái Đô đốc Foote, và được đưa ra hoạt động vào ngày 21 tháng 3 năm 1919 dưới quyền chỉ huy của Hạm trưởng, Thiếu tá Hải quân D. H. Stuart.

## Lịch sử hoạt động

### USSFoote
Foote khởi hành từ Boston vào ngày 3 tháng 5 năm 1919 đi Newfoundland, để làm nhiệm vụ cột mốc dẫn đường cho chuyến bay lịch sử vượt Đại Tây Dương của các thủy phi cơ NC Hải quân. Quay trở về Boston vào ngày 22 tháng 5 để hoàn tất việc trang bị vốn bị ngắt quãng, nó tiến hành các hoạt động huấn luyện cho đến khi lên đường từ Newport vào ngày 27 tháng 8 cho một lượt phục vụ cùng Lực lượng Hải quân Hoa Kỳ tại vùng biển châu Âu. Từ tháng 9 đến tháng 12, nó phục vụ tại vùng biển Adriatic, rồi ghé qua các cảng Ý và Pháp trên đường quay trở về nhà. Về đến Boston vào ngày 12 tháng 2 năm 1920, nó được đưa về lực lượng dự bị vào ngày 24 tháng 2 để được sửa chữa tại đây và tại Charleston.
Vào mùa Hè 1921, Foote hoạt động với biên chế thủy thủ đoàn giảm thiểu 50% cho các cuộc thực tập tác xạ tại vịnh Narragansett; và sau khi quay trở về Charleston, nó luân phiên neo đậu và sửa chữa tại đây và tại Boston cho đến khi được cho xuất biên chế tại Philadelphia, Pennsylvania vào ngày 6 tháng 7 năm 1922. Được cho nhập biên chế trở lại vào ngày 2 tháng 7 năm 1940, Foote hoạt động tuần tra ngoài khơi Charleston cho đến khi lên đường vào ngày 7 tháng 9 để đi Halifax, Nova Scotia. Tại đây vào ngày 23 tháng 9 năm 1940, nó được cho xuất biên chế và được chuyển cho Anh Quốc theo Thỏa thuận đổi tàu khu trục lấy căn cứ.

### HMSRoxborough
Nhập biên chế cùng Hải quân Hoàng gia Anh như là chiếc HMS Roxborough vào ngày 23 tháng 9 năm 1940, chiếc tàu khu trục vượt Đại Tây Dương để phục vụ cùng Bộ chỉ huy Tiếp cận phía Tây, làm nhiệm vụ hộ tống các đoàn tàu vận tải trong chặng cuối đầy nguy hiểm của hành trình đi đến các cảng Anh. Vào tháng 3 năm 1942, Roxborough chuyển sang nhiệm vụ hộ tống vận tải tại khu vực Tây Đại Tây Dương ngoài khơi Halifax, Nova Scotia.  Roxborough được cải biến để tối ưu cho nhiệm vụ hộ tống và chống tàu ngầm bằng cách tháo dỡ ba trong số các khẩu pháo 4 in (100 mm)/50 caliber ban đầu cùng một dàn ống phóng ngư lôi ba nòng để giảm bớt trọng lượng nặng bên trên, lấy chỗ cho việc trang bị dàn súng cối chống tàu ngầm Hedgehog cũng như tăng lượng mìn sâu mang theo.
Đang khi hộ tống cho Đoàn tàu vận tải HX222, Roxborough gặp phải thời tiết xấu đến mức cấu trúc cầu tàu bị vỡ ra, khiến 11 người thiệt mạng trong đó có vị chỉ huy của nó và hạm phó. Sĩ quan cao cấp duy nhất sống sót đã xoay xở lấy lại được sự kiểm soát con tàu, và dưới sự điều khiển từ đuôi tàu, nó tìm cách đến được St. Johns, Newfoundland. Quay trở lại Tyne vào ngày 10 tháng 1 năm 1944, Roxborough được đưa về lực lượng dự bị cho đến khi được chuyển giao cho Liên Xô vào ngày 1 tháng 8 năm 1944.

### Zhyostky
Vào ngày 1 tháng 8 năm 1944, Roxborough được chuyển cho Hải quân Liên Xô, và được đổi tên thành Zhyostky hoặc Doblestny tùy theo nguồn. Nó được hoàn trả cho Anh vào ngày 7 tháng 2 năm 1949 và bị tháo dỡ vào ngày 14 tháng 5 năm 1949.